# Komachi (Shinkansen)
Pour la ville, voir Komachi.
Le Komachi (こまち) est le nom d'un service de train à grande vitesse japonais du réseau Shinkansen développé par la JR East sur les lignes Shinkansen Tōhoku et Akita. Son nom fait référence à la poétesse Ono no Komachi.

## Gares desservies
Mis en place pour l'ouverture de la ligne Shinkansen Akita le 22 mars 1997, ce service relie Tokyo à Akita.
| Nom des gares |
| ------------- |
| Tokyo         |
| Ueno*         |
| Ōmiya         |
| Sendai        |
| Morioka       |
| Shizukuishi*  |
| Tazawako*     |
| Kakunodate*   |
| Ōmagari       |
| Akita         |

Les gares marquées d'un astérisque ne sont pas desservies par tous les trains. 

## Matériel roulant
Les services Komachi sont effectués par les Shinkansen série E6 couplés à des Shinkansen série E5 sur la partie Tokyo - Morioka sur la ligne Shinkansen Tōhoku. Seuls les Shinkansen E6 continuent sur la ligne Akita pour des questions de gabarit. Ces services étaient effectués par les Shinkansen série E3 jusqu'en 2014.

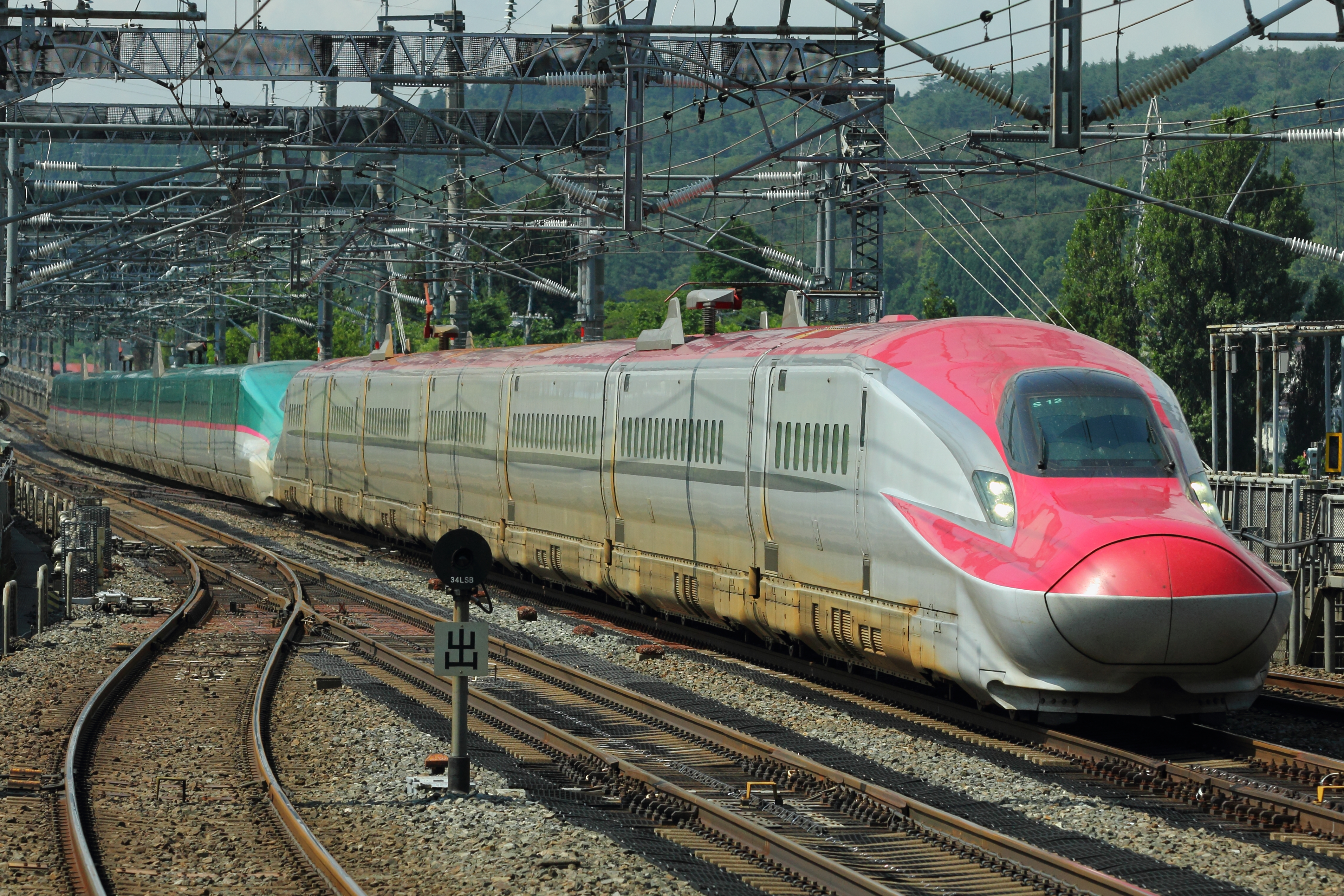
Shinkansen série E6 couplé à un Shinkansen série E5
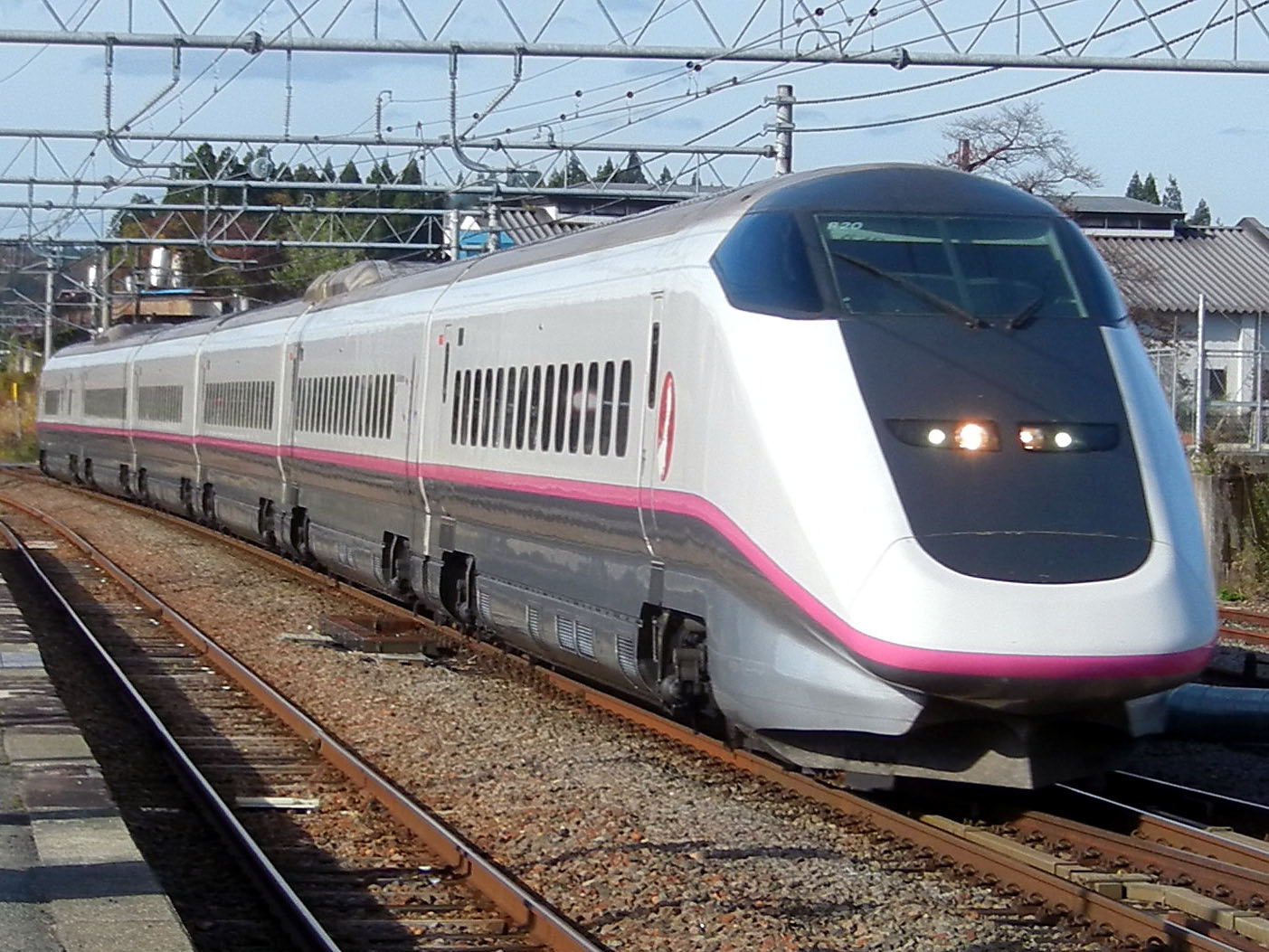
Shinkansen série E3